# Igrzyska afrykańskie

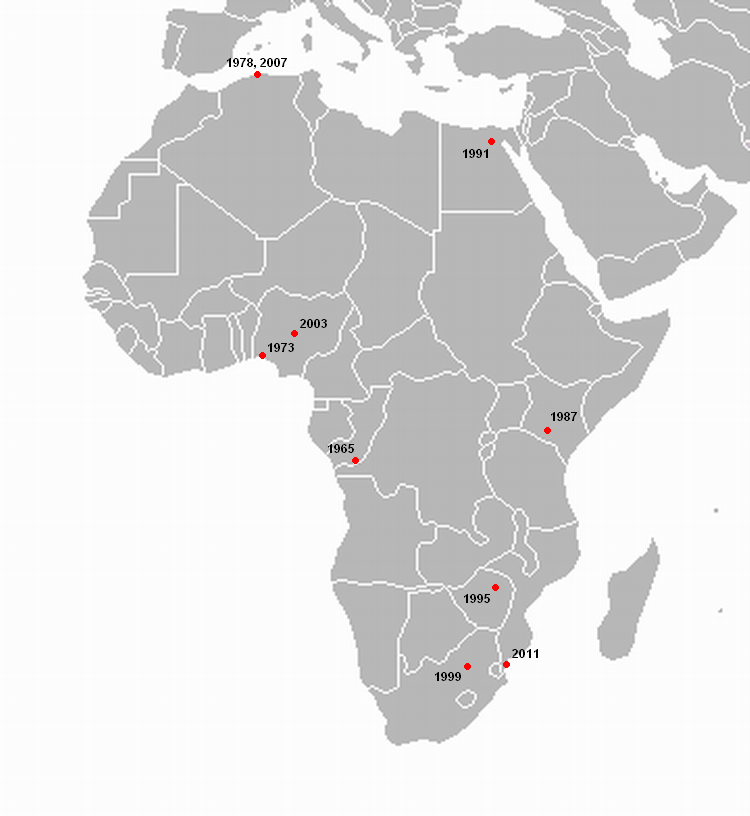
Gospodarze igrzysk afrykańskich

Igrzyska afrykańskie (ang. All Africa Games) – multidyscyplinarne zawody sportowe rozgrywane co cztery lata począwszy od roku 1965. Igrzyska organizuje Stowarzyszenie Narodowych Komitetów Olimpijskich Afryki (Association of National Olympic Committees of Africa, ANOCA). 
Planowane na roku 1969 zawody w Bamako nie odbyły się w związku z wojskowym zamachem stanu, który miał miejsce w Mali rok przed igrzyskami. Z powodu kłopotów organizacyjnych igrzyska przeniesiono z roku 1977 na 1978. Kolejna odsłona imprezy zaplanowana na roku 1982 odbyła się dopiero w 1987 roku, a jej gospodarzem była Kenia. W 2011 roku zawody miały odbyć się w Zambii, jednak 18 grudnia 2008 ogłoszono, że kraj rezygnuje z organizacji imprezy, a w kwietniu 2009 na nowego gospodarza wybrano Mozambik.

## Edycje
| Edycja | Gospodarz    | Data                         |
| ------ | ------------ | ---------------------------- |
| 1965   | Brazzaville  | 18 – 25 lipca                |
| 1973   | Lagos        | 7 – 18 stycznia              |
| 1978   | Algier       | 13 – 28 lipca                |
| 1987   | Nairobi      | 1 – 12 sierpnia              |
| 1991   | Kair         | 20 września – 1 października |
| 1995   | Harare       | 13 – 23 września             |
| 1999   | Johannesburg | 10 – 19 września             |
| 2003   | Abudża       | 5 – 17 października          |
| 2007   | Algier       | 1 – 23 lipca                 |
| 2011   | Maputo       | 3 – 18 września              |
| 2015   | Brazzaville  | 4 – 19 września              |
| 2019   | Rabat        | 19 – 31 sierpnia             |
| 2023   | Akra         | 8 marca – 23 marca 2024      |